# Музей Ататюрка (Шишли)
Музей Ататюрка (тур. Atatürk Müzesi) — исторический дом-музей, посвящённый жизни Мустафы Кемаля Ататюрка, первого президента Турецкой Республики. Расположен в районе Шишли, на европейской стороне Стамбула, Турция.

## История
Музей расположен в трёхэтажном доме, построенном в 1908 году. Мустафа Кемаль арендовал этот дом после возвращения с Сирийского фронта и жил там со своей матерью Зубейде, сестрой Макбуле и приемным сыном Абдуррахимом. В те дни, когда Стамбул находился под оккупацией, Мустафа Кемаль часто собирался со своими друзьями в этом доме. Он жил там до 16 мая 1919 года, после чего отплыл на корабле в Самсун, по пути в штаб-квартиру инспекции войск Девятой армии в Эрзуруме. Дом был куплен в 1928 году муниципалитетом Стамбула. 
Дом был преобразован в музей и открыт для посетителей 15 июня 1942 года как музей. Здесь стали храниться личные вещи Ататюрка и связанные с ним предметы. В 1960 году здание было отремонтировано по инициативе мэра Рефика Тулги. Музей пострадал от пожара 9 января 1962 года и был капитально отремонтирован к 100-летию со дня рождения Ататюрка в 1981 году. Последняя реконструкция здесь проводилась в 2014—2015 годах.

## Экспозиция
В музее выставлены фотографии жизни Ататюрка: от рождения до смерти; его одежда; предметы, которыми он пользовался; документы, связанные с Ататюрком и революцией. Кроме того, экспозицию дополнили документы, связанные с Ататюрком, картины с изображением Ататюрка.
Первый этаж посвящён детству и молодости Ататюрка, первым годы его службы в армии, а также эпохе войны за независимость. Здесь находится бюст Ататюрка работы скульптора Хусейна Гезера; куртка и жилет, которые Мустафа Кемаль носил на Сивасском конгрессе; куртка, которую он купил в Карловых Варах в 1918 году; шотландский костюм Ататюрка, который он носил в 1920-х годах; его фуражка, ботинки, термос, маршальская форма, каракулевая фуражка, лакированные ботинки, нижнее бельё, ручки, блокнот, точилка и каранаш, использовавшиеся в парламенте во время упразднение султаната. Есть удостоверение личности, подготовленное в Анкаре на имя Мустафы Кемаля-паши, музыкальный кабинет, подаренный Ататюрку американским президентом Франклином Д. Рузвельтом.
На втором этаже музея находятся картины Витторио Пизани о приходе греков в Измир; женщинах, ухаживающих за ранеными в войне за независимость; макет дома, где родился Ататюрк в Салониках; позолоченный портсигар; смокинг, сюртук, свитер, который он носил в последние годы жизни; летняя одежда, шёлковая рубашка с фирменным знаком К.А; медали, плакетки; кофейная чашка, визитки, записная книжка, которую он подписал в муниципалитете во время своего первого визита; портреты Ататюрка.

## Галерея

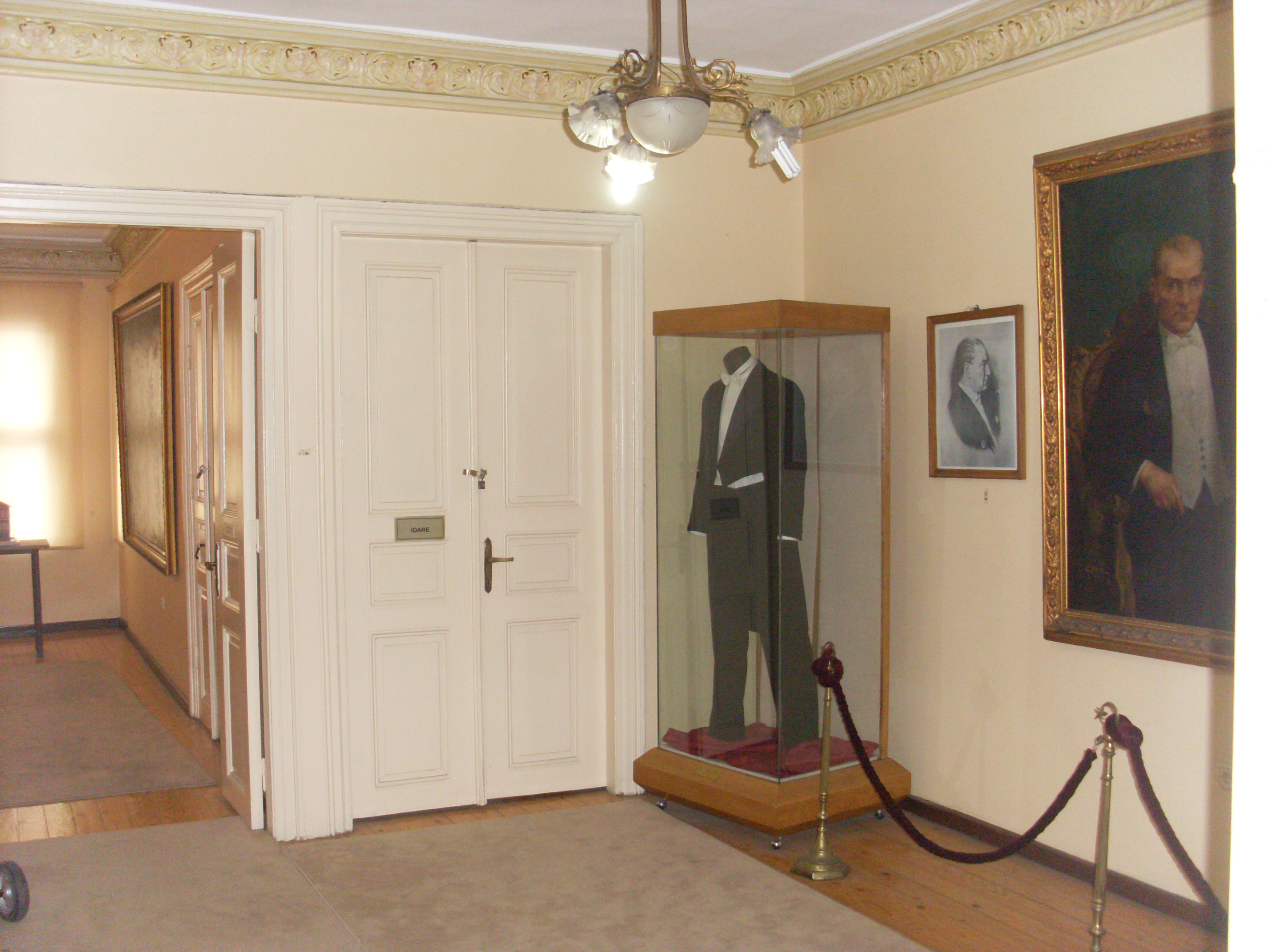
Костюм и портрет Ататюрка
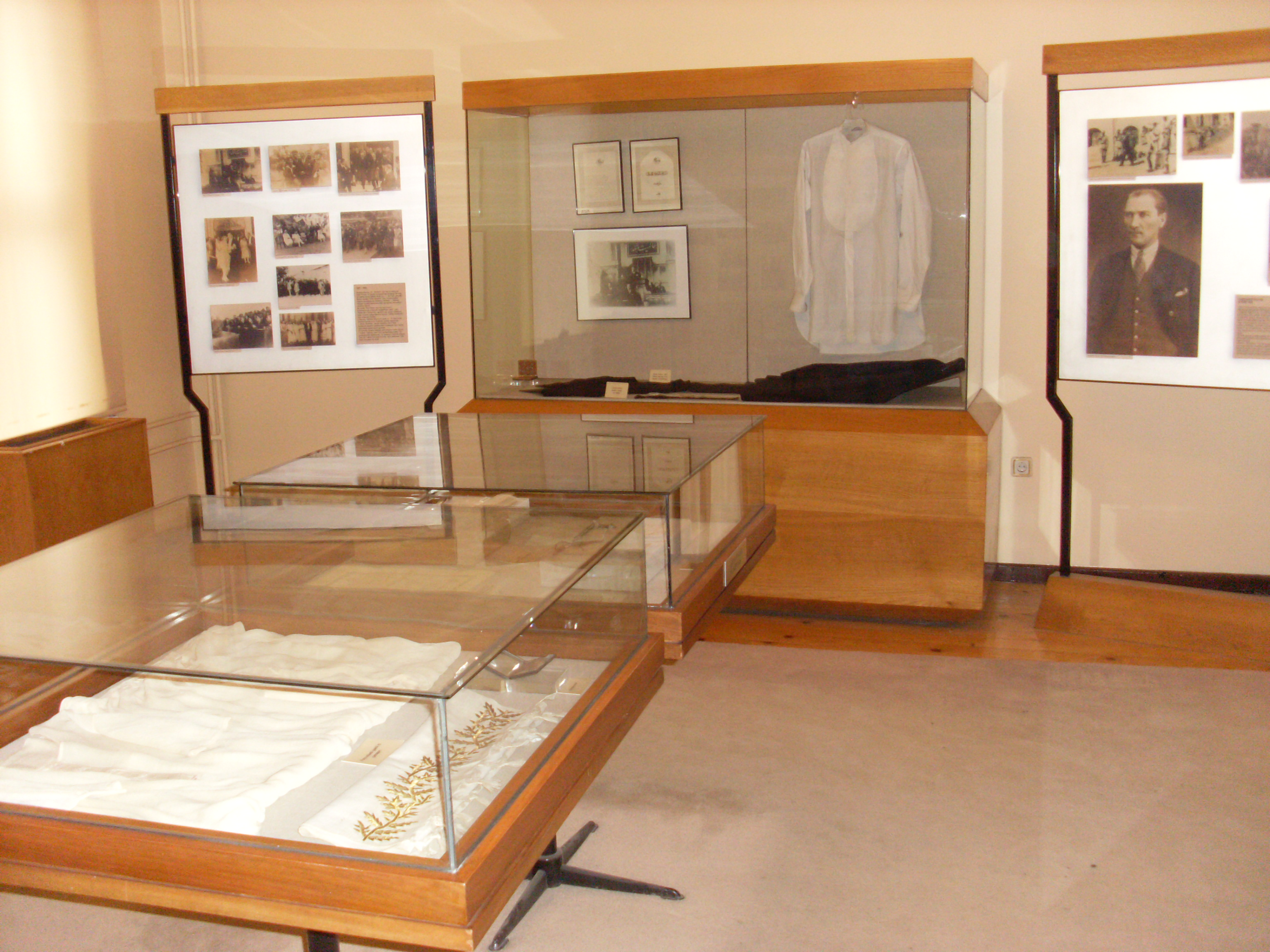
Фрагмент экспозиции с вещами и фотографиями Ататюрка
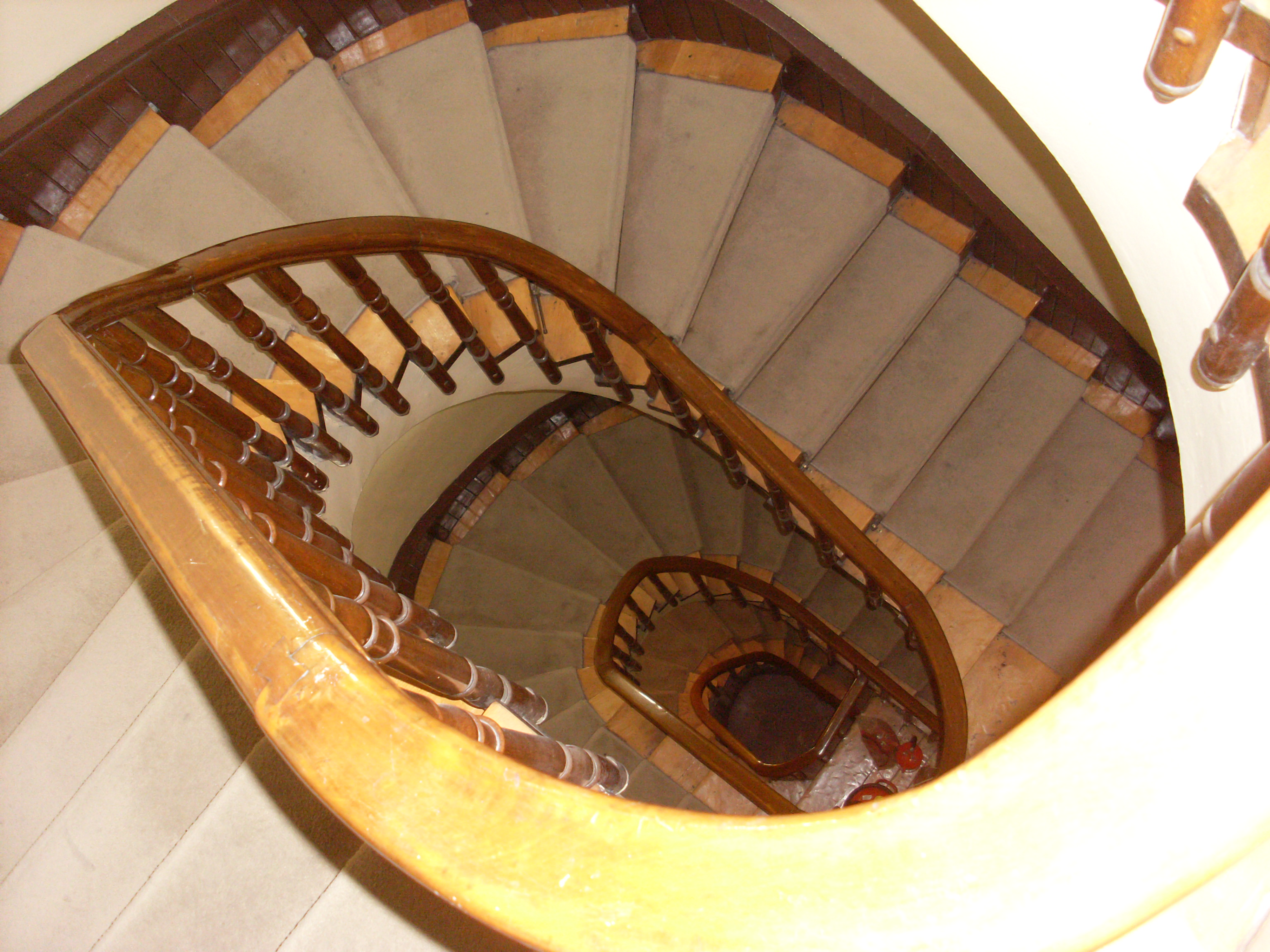
Лестница в доме
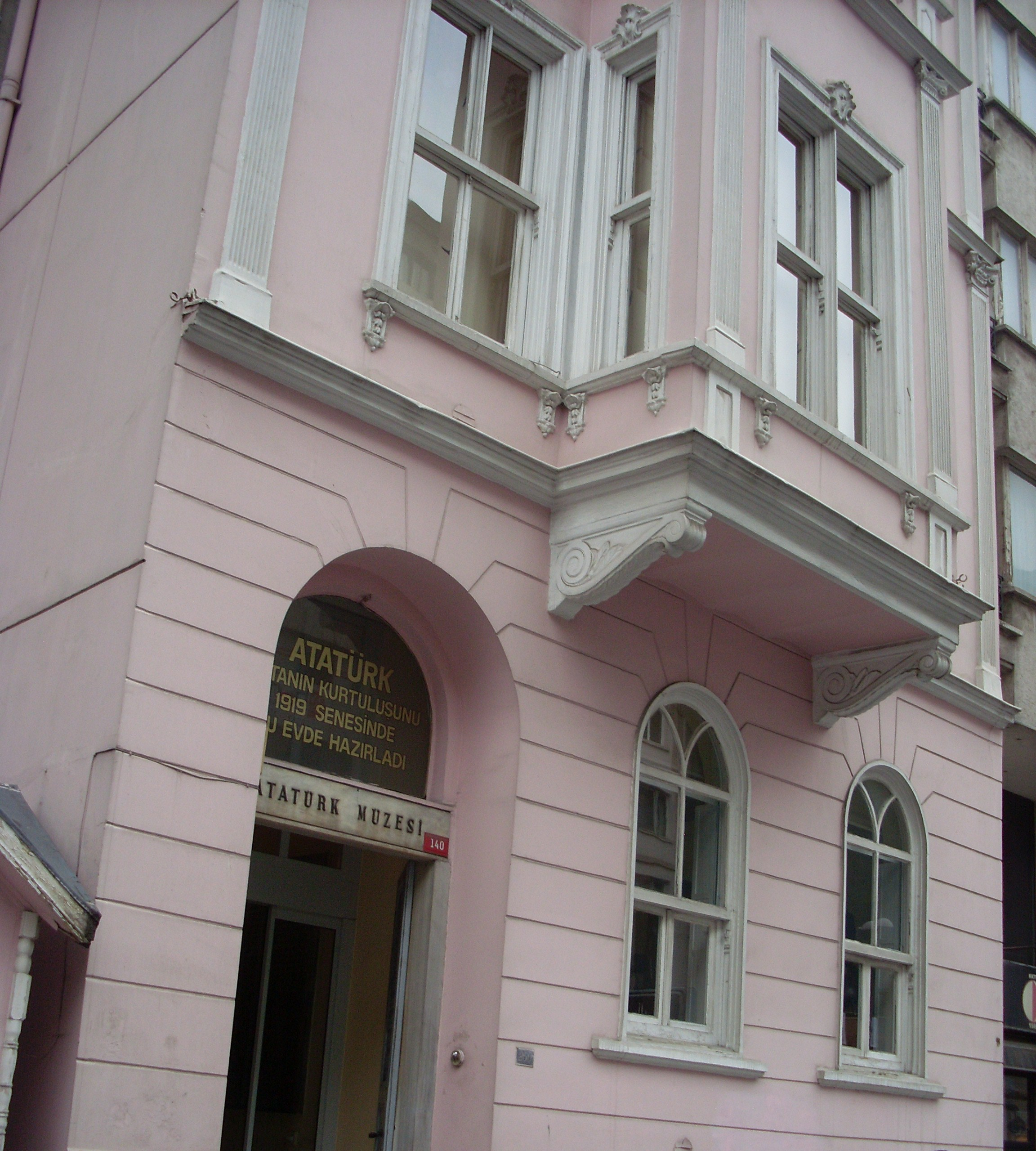
Фасад здания крупным планом